# Пентаго
Пентаго (Pentago) — абстрактная игра для двух игроков, изобретённая Томасом Флоденом (Tomas Flodén). Коммерческие права на Пентаго принадлежат шведской кампании Mindtwister Games, в России издателем игры является компании «Лаборатория Игр».
Игра проводится на поле размером 6×6 клеток, разделённом на четыре дочерних поля (квадранта) размером 3×3. Во время своего хода игрок помещает шарик своего цвета (чёрный или белый) в пустую ячейку на поле, после чего поворачивает одно из дочерних полей на угол 90 градусов по или против часовой стрелки. Когда игрок получает ряд из пяти шариков (до или после поворота части поля) по вертикали, горизонтали или диагонали — он выигрывает. Если все 36 ячеек поля заняты при отсутствии выигрышной позиции — игра заканчивается вничью.
Существует также версия игры для 3-4 игроков, называемая Pentago XL. Поле этой игры состоит из 9 частей 3x3, а шарики имеют 4 цвета: красный, жёлтый, зелёный и синий.
Обзор пентаго - https://www.youtube.com/watch?v=qmv_YnlUv4Y

## Награды
- «Игра года» 2005 (Швейцария)
- «Игра года» 2006 (Франция)
- «Приз победителя» Mensa «Игры разума» 2006[1]